# Cervus nippon
El ciervo sica o sika (Cervus nippon) es una especie de cérvido propia del Extremo Oriente, cuyo hábitat se extiende desde el sur de Siberia hasta Vietnam, incluyendo Japón, Taiwán y varias islas más del Océano Pacífico cercanas a las costas de China. Una distribución tan amplia ha originado su división en varias subespecies, muchas de ellas insulares.

## Descripción
El sika es un ciervo de tamaño medio y astas desarrolladas. Tiene un pelaje corto de color rojizo, con el vientre de color más claro y manchas blancas por todo el cuerpo, similar a otros cérvidos como el gamo, el axis o los ejemplares jóvenes de ciervo de Virginia. Se observa también una banda fina de pelo oscuro a lo largo del cuello y la espalda.

## Distribución y estado de conservación

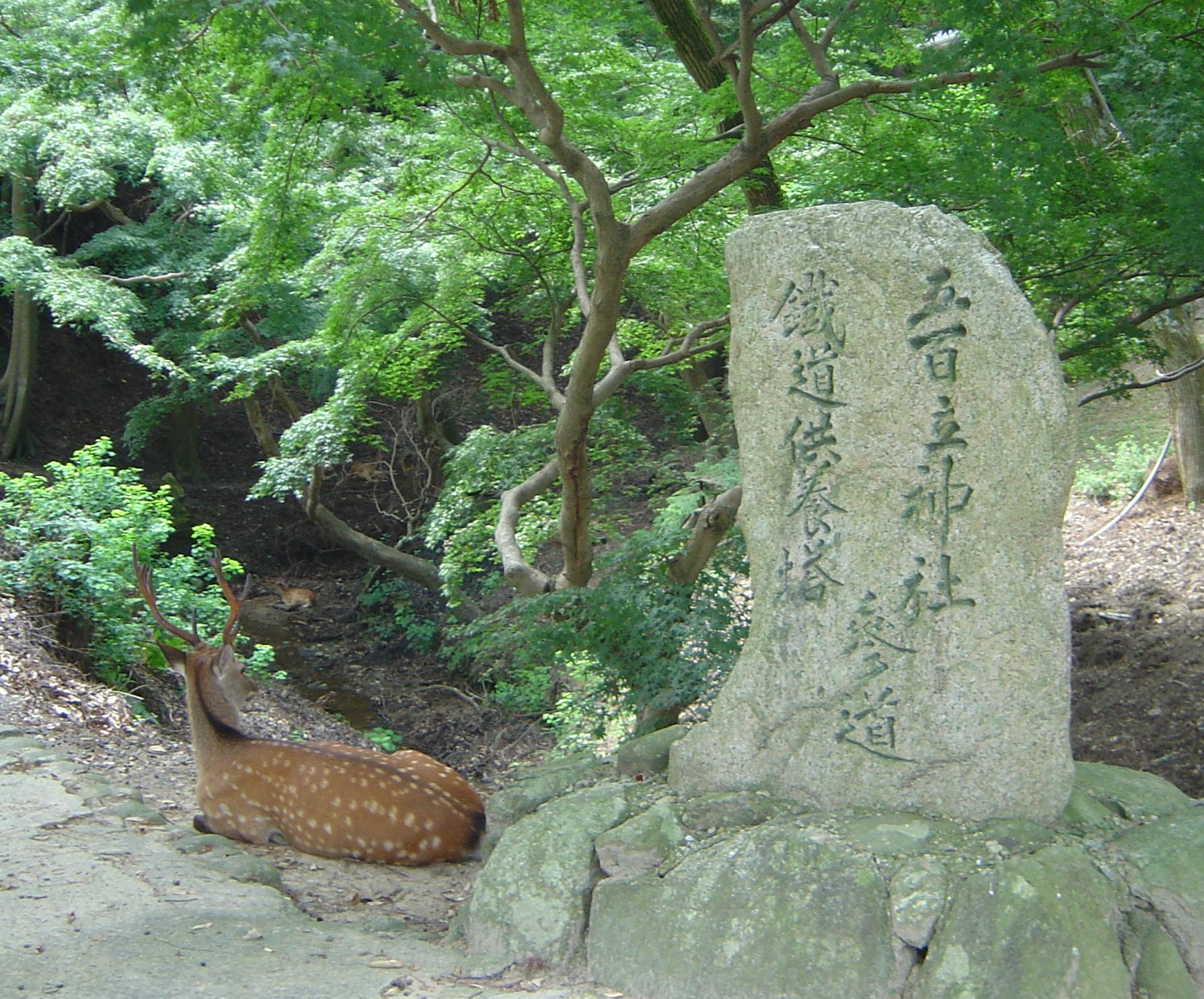
Macho de sika en un parque de Nara (Japón).

El sika ha sido cazado desde tiempos antiguos en todos los países de su distribución, excepto en Japón, donde, al igual que muchos otros animales salvajes, fue venerado como dios protector de la naturaleza por la religión tradicional sintoísta. Esto cambió durante la Era Meiji, cuando comenzó a ser cazado en gran número y los bosques en que vivía se vieron amenazados por la tala masiva y la tala de grandes superficies para destinarlas a plantaciones. Por suerte, se decidió protegerlo cuando su extinción en el archipiélago japonés parecía ya inminente. En la actualidad abunda especialmente en Hokkaidō, donde se encuentra en expansión debido a que carece de depredadores (las dos subespecies de lobos japoneses fueron exterminadas hace más de cincuenta años). En los últimos años se ha permitido la caza de un número reducido de cabezas al año, con el fin de estabilizar su población. También es un inquilino habitual de los parques y templos de otros lugares de Japón, especialmente en la ciudad de Nara. Por el contrario, en el continente asiático se encuentra en peligro de extinción, y las medidas tomadas al respecto hasta ahora se han mostrado insuficientes.

## Introducción en otros ecosistemas
El ciervo sika ha sido introducido en varios lugares del mundo con fines ornamentales, entre ellos Australia, Nueva Zelanda, Filipinas, Gran Bretaña, Irlanda, Francia, Dinamarca, Austria, Polonia, Marruecos y Estados Unidos. En Gran Bretaña algunos ejemplares han escapado y formado poblaciones salvajes que se hibridan ocasionalmente con los ciervos europeos locales, lo que es un problema para la supervivencia de la especie local.
Uno de los impactos más importantes en los ecosistemas europeos son los daños importantes que generan en las plantaciones de coníferas y en los árboles de hojas anchas. La dieta del ciervo sika varía notablemente a lo largo del año, alimentándose de una amplia gama de gramíneas, brotes, frutas y cortezas según la disponibilidad estacional.